# Tudásreprezentáció és érvelés
A tudásreprezentáció (KR) célja az információ strukturált módon történő modellezése, hogy azt tudásalapú rendszerekben tudásként formálisan megjelenítse. Míg a tudásreprezentáció és érvelés (KRR, KR&R vagy KR²) szintén a tudás megértését, érvelését és értelmezését célozza. A KRR-t széles körben használják a mesterséges intelligencia (MI) területén, azzal a céllal, hogy a világról szóló információkat olyan formában reprezentálják, amelyet egy számítógépes rendszer komplex feladatok megoldására használhat, például egy orvosi állapot diagnosztizálására vagy természetes nyelvű párbeszédre. A KR magában foglalja a pszichológia azon megállapításait, hogy az emberek hogyan oldanak meg problémákat és hogyan reprezentálják a tudást, annak érdekében, hogy olyan formalizmusok tervezzenek, amelyek megkönnyítik a komplex rendszerek tervezését és felépítését. A KRR a logikából származó megállapításokat is magában foglalja a különböző érvelési módok automatizálása érdekében.
A hagyományos KRR inkább a tudás deklaratív reprezentációjára összpontosít. A kapcsolódó tudásreprezentációs formalizmusok főként a szókincseket, a tezauruszokat, a szemantikus hálózatokat, az axiómarendszereket, a kereteket, a szabályokat, a logikai programokat és az ontológiákat foglalják magukban. Az automatizált következtető motorokra példái közé tartoznak a következtető motorok, a tételbizonyítók, a modellgenerátorok és az osztályozók.
Tágabb értelemben a gépi tanulásban használt paraméterezett modellek – beleértve az olyan neurális hálózati architektúrákat, mint a konvolúciós neurális hálózatok és a transzformátorok – szintén a tudásreprezentációs formalizmusok családjának tekinthetők. Az a kérdés, hogy melyik formalizmus a legmegfelelőbb a tudásalapú rendszerekhez, már régóta széleskörű vita tárgya. Például Frank van Harmelen és munkatársai a logika, mint tudásreprezentációs formalizmus alkalmasságát vitatták meg, és áttekintették az anti-logisták által felhozott érveket. Paul Smolensky kritizálta a szimbolikus formalizmusok korlátait, és megvizsgálta a konnekcionista megközelítésekkel való integráció lehetőségeit.
A közelmúltban Heng Zhang és munkatársai kimutatták, hogy minden univerzális (vagy egyformán kifejező és természetes) tudásreprezentációs formalizmus rekurzívan izomorf. A szerzők szerint ez az izomorfizmus alapvető egyenértékűséget feltételez a főáramú tudásreprezentációs formalizmusok között a mesterséges általános intelligencia (AGI) támogatására való képességük tekintetében. Továbbá azzal érvelnek, hogy bár a különböző technikai megközelítések a rekurzív izomorfizmusok révén betekintést nyerhetnek egymásból, az alapvető kihívások eredendően közösek maradnak.

## Történelem
A számítógépes tudásreprezentációval kapcsolatos legkorábbi munkák olyan általános problémamegoldókra összpontosítottak, mint például az Allen Newell és Herbert A. Simon által 1959-ben kifejlesztett Általános Problémamegoldó (GPS) rendszer és a John McCarthy által szintén 1959-ben javasolt Advice Taker . A GPS tervezési és dekompozíciós adatstruktúrákat tartalmazott. A rendszer egy céllal indult. Ezt a célt aztán részcélokra bontotta, majd olyan stratégiák kidolgozását tűzte ki célul, amelyekkel az egyes részcélokat el lehet érni. A Tanácsadó Elfogadó ezzel szemben a predikátumszámítás használatát javasolta a józan ész érvelésének megvalósításához.
A mesterséges intelligencia (MI) tudásreprezentációjának korai megközelítései közül sok gráfreprezentációkat és szemantikus hálózatokat használt, hasonlóan a mai tudásgráfokhoz . Az ilyen megközelítésekben a problémamegoldás a gráfbejárás vagy az útkeresés egy formája volt, mint az A* keresési algoritmusban . A tipikus alkalmazások közé tartozott a robotok terveinek elkészítése és a játékok.
Más kutatók az elsőrendű logika automatizált tételbizonyítóinak fejlesztésére összpontosítottak, amelyeket a matematikai logika használata motivált a matematika formalizálására és a matematikai tételek bizonyításának automatizálására. Ebben az irányban jelentős lépés volt John Alan Robinson rezolvációs módszerének kidolgozása.
Eközben John McCarthy és Pat Hayes kidolgozták a szituációs kalkulust, mint az ok-okozati törvényekkel kapcsolatos józan ész tudásának logikai ábrázolását. Cordell Green viszont bemutatta, hogyan lehet robottervet készíteni a helyzetszámítás felbontásának alkalmazásával. Azt is bemutatta, hogyan lehet a felbontást kérdés-válaszolásra és automatikus programozásra használni.
Ezzel szemben a Massachusetts Institute of Technology (MIT) kutatói elutasították a felbontáson alapuló egységes bizonyítási eljárás paradigmáját, és ehelyett a tudás procedurális beágyazását szorgalmazták.  A logikai reprezentációk és a procedurális reprezentációk használata között kialakult konfliktust az 1970-es évek elején oldották fel a logikai programozás és a Prolog kifejlesztésével, az SLD-felbontás segítségével a Horn-klózokat célredukciós eljárásokként kezelve.
A logikai programozás korai fejlődése nagyrészt európai jelenség volt. Észak-Amerikában a mesterséges intelligencia kutatói, mint például Ed Feigenbaum és Frederick Hayes-Roth, a területspecifikus tudás ábrázolását szorgalmazták az általános célú érvelés helyett.
Ezek az erőfeszítések vezettek a pszichológia kognitív forradalmához, valamint a mesterséges intelligencia tudásreprezentációra összpontosító szakaszához, amelynek eredményeként az 1970-es és 80-as években szakértői rendszerek, produkciós rendszerek, keretnyelvek stb. jelentek meg. Az általános problémamegoldók helyett a mesterséges intelligencia a szakértői rendszerekre helyezte a hangsúlyt, amelyek egy adott feladatban, például orvosi diagnózisban, képesek megfelelni az emberi kompetenciának.
A szakértői rendszerek adták nekünk a ma is használatos terminológiát, ahol a mesterséges intelligencia rendszereket egy tudásbázisra osztják, amely egy problémakörre vonatkozó tényeket és szabályokat tartalmaz, és egy következtetőmotorra, amely a tudásbázisban található tudást alkalmazza a terület kérdéseinek megválaszolására és a problémák megoldására. Ezekben a korai rendszerekben a tudásbázisban lévő tények meglehetősen lapos struktúrát alkottak, lényegében a szabályok által használt változók értékeire vonatkozó állításokat.
Eközben Marvin Minsky az 1970-es évek közepén kidolgozta a keret koncepcióját. A keret (frame) hasonló egy objektumosztályhoz: egy kategória absztrakt leírása, amely a világ dolgait, a problémákat és a lehetséges megoldásokat írja le. A kereteket eredetileg az emberi interakcióra irányuló rendszereken használták, például a természetes nyelv megértésében és olyan társadalmi helyzetekben, ahol a különféle alapértelmezett elvárások, mint például az étteremben történő ételrendelés, leszűkítik a keresési teret, és lehetővé teszik a rendszer számára, hogy megfelelő válaszokat válasszon a dinamikus helyzetekre.
Nem telt el sok idő, mire a keretközösségek és a szabályalapú kutatók rájöttek, hogy szinergia van a megközelítéseik között. A keretek alkalmasak voltak a valós világ reprezentálására, osztályok, alosztályok, slotok (adatértékek) leírásával, a lehetséges értékekre vonatkozó különböző korlátozásokkal. A szabályok alkalmasak voltak az összetett logika, például egy orvosi diagnózis felállításának folyamatának ábrázolására és felhasználására. Olyan integrált rendszereket fejlesztettek ki, amelyek a kereteket és a szabályokat kombinálták. Az egyik legerősebb és legismertebb az Intellicorp 1983- as Tudásfejlesztési környezet (KEE) volt. A KEE teljes szabálymotorral rendelkezett, előre és hátra történő láncolással . Emellett teljes keretalapú tudásbázissal is rendelkezett, triggerekkel, slotokkal (adatértékekkel), örökléssel és üzenettovábbítással. Bár az üzenetátadás inkább az objektumorientált közösségből, mint a mesterséges intelligencia közösségéből származik, a mesterséges intelligencia kutatói is gyorsan átvették az olyan környezetekben, mint a KEE, valamint a Symbolics, a Xerox és a Texas Instruments Lisp gépek operációs rendszereiben.
A keretek, szabályok és az objektumorientált programozás integrációját jelentősen elősegítették az olyan kereskedelmi vállalkozások, mint a KEE és a Symbolics, amelyek különböző kutatási projektekből indultak. Ugyanakkor volt egy másik kutatási irányzat is, amely kevésbé volt kereskedelmi célú, és amelyet a matematikai logika és az automatikus tételbizonyítás vezérelt. E kutatás egyik legnagyobb hatású nyelve a 80-as évek közepén a KL-ONE nyelv volt. A KL-ONE egy keretnyelv volt, amely szigorú szemantikával rendelkezett, formális definíciókkal az olyan fogalmakra, mint például az Is-A reláció. A KL-ONE és az általa befolyásolt nyelvek, mint például a Loom, olyan automatizált következtető motorral rendelkeztek, amely inkább formális logikán, mint IF-THEN szabályokon alapult. Ezt a következtetőt osztályozónak nevezzük. Az osztályozó képes elemezni egy deklarációhalmazt, és új állításokat levezetni, például egy osztályt átdefiniálni úgy, hogy az egy másik, formálisan nem specifikált osztály alosztálya vagy szuperosztálya legyen. Ily módon az osztályozó következtető motorként működhet, amely új tényeket von le egy meglévő tudásbázisból. Az osztályozó konzisztencia-ellenőrzést is végezhet egy tudásbázison (amelyet a KL-ONE nyelvek esetében ontológiának is neveznek).
A tudásreprezentáció kutatásának egy másik területe a józan ész érvelésének problémája volt. Az egyik első felismerés, amelyet az emberi természetes nyelvvel működő szoftverek készítése során tanultunk, az volt, hogy az emberek rendszeresen a valós világgal kapcsolatos olyan kiterjedt tudásalapra támaszkodnak, amelyet mi egyszerűen természetesnek veszünk, de amely egy mesterséges ágens számára egyáltalán nem nyilvánvaló, mint például a józan ész fizikájának alapelvei, az ok-okozati összefüggések, a szándékok stb. Egy példa erre a keretprobléma, hogy egy eseményvezérelt logikában szükség van olyan axiómákra, amelyek kimondják, hogy a dolgok egyik pillanatról a másikra megtartják a helyzetüket, hacsak nem mozgatja őket valamilyen külső erő. Ahhoz, hogy egy valódi mesterséges intelligencia ügynököt készítsünk, amely képes természetes nyelven társalogni az emberekkel, és képes feldolgozni a világra vonatkozó alapvető állításokat és kérdéseket, elengedhetetlen az ilyen jellegű tudás reprezentálása. McCarthy és Hayes helyzetkalkulusa mellett az egyik legambiciózusabb program, amely ezt a problémát kezelte, Doug Lenat Cyc projektje volt. A Cyc létrehozta saját Frame nyelvét, és nagyszámú elemzővel dokumentáltatta a józan ész érvelés különböző területeit ezen a nyelven. A Cyc-ben rögzített ismeretek között szerepeltek az idő, a kauzalitás, a fizika, a szándékok és sok más, a józan ész modelljei.

A tudás reprezentációjának kiindulópontja a tudásreprezentáció hipotézise, amelyet először Brian C. Smith formalizált 1985-ben:
Bármely mechanikusan megtestesült intelligens folyamat olyan strukturális összetevőkből áll, amelyeket a) külső megfigyelőként természetesen úgy tekintünk, mint amelyek az átfogó folyamat által mutatott tudás egyfajta kijelentését képviselik, és b) az ilyen külső szemantikai attribúciótól függetlenül formális, de kauzális és lényeges szerepet játszanak a tudást megnyilvánító viselkedés kialakításában.
A tudásreprezentáció kutatásának egyik legaktívabb területe a szemantikus web.  A szemantikus web a jelenlegi internetet egy szemantikai (jelentéssel bíró) réteggel kívánja kiegészíteni. Ahelyett, hogy a weboldalakat és oldalakat kulcsszavak alapján indexelné, a szemantikus web nagy fogalmi ontológiákat hoz létre. Egy fogalom keresése hatékonyabb lesz, mint a hagyományos, csak szöveges keresés. A szemantikus web jövőképében nagy szerepet játszanak a keretnyelvek és az automatikus osztályozás. Az automatikus osztályozás olyan technológiát biztosít a fejlesztőknek, amely rendet tesz a tudás folyamatosan fejlődő hálózatában. A statikus és menet közbeni fejlődésre képtelen ontológiák meghatározása nagyon korlátozó lenne az internet-alapú rendszerek számára. Az osztályozó technológia lehetővé teszi az internet dinamikus környezetének kezelését.
A Védelmi Fejlett Kutatási Projektek Ügynöksége (DARPA) által finanszírozott legújabb projektek keretnyelveket és osztályozókat integráltak XML-alapú jelölőnyelvekkel. Az Erőforrás-leíró Keretrendszer (RDF) biztosítja az alapvető képességet az objektumok osztályainak, alosztályainak és tulajdonságainak meghatározására. A Web Ontológia Nyelv (OWL) további szemantikai szinteket biztosít, és lehetővé teszi az osztályozási motorokkal való integrációt.

## Áttekintés
A tudásreprezentáció a mesterséges intelligencia egyik területe, amely olyan számítógépes reprezentációk tervezésével foglalkozik, amelyek a világról olyan információkat rögzítenek, amelyek komplex problémák megoldására használhatók.
A tudás reprezentációját az indokolja, hogy a hagyományos procedurális kód nem a legjobb formalizmus összetett problémák megoldására.A tudásreprezentációval a komplex szoftverek könnyebben definiálhatók és karbantarthatók, mint a procedurális kóddal, és szakértői rendszerekben is használhatók.
Például az, hogy a szakértőkkel kód helyett üzleti szabályokban beszélgetünk, csökkenti a szemantikai szakadékot a felhasználók és a fejlesztők között, és praktikusabbá teszi az összetett rendszerek fejlesztését.
A tudásreprezentáció kéz a kézben jár az automatizált következtetéssel, mivel a tudás explicit reprezentációjának egyik fő célja, hogy képesek legyünk következtetni a tudásról, következtetéseket levonni, új tudást érvényesíteni stb. Gyakorlatilag minden tudásreprezentációs nyelv rendelkezik következtető vagy következtető motorral, amely a rendszer része.
Az ismeretreprezentációs formalizmusok tervezésénél az egyik legfontosabb kompromisszum a kifejezőképesség és a megvalósíthatóság közötti kompromisszum. Az elsőrendű logika (FOL), amely nagy kifejezőerejével és a matematika nagy részének formalizálására való képességével a tudásreprezentációs nyelvek kifejezhetőségének összehasonlítására szolgáló szabvány.
A FOL-nak, mint tudásreprezentációs formalizmusnak, vitathatóan két hátránya van, nevezetesen a könnyű használhatóság és a hatékony megvalósítás. Először is, nagy kifejezőereje miatt a FOL sokféleképpen kifejezheti ugyanazt az információt, és ez megnehezítheti a felhasználók számára az összetett, matematikai orientált módon kifejezett tudás formalizálását vagy akár megértését. Másodszor, a bonyolult bizonyítási eljárások miatt a felhasználók számára nehéz lehet megérteni az összetett bizonyításokat és magyarázatokat, és az implementációk is nehezen lehetnek hatékonyak. Ennek következtében a korlátlan FOL sok szoftverfejlesztő számára ijesztő lehet.
Az 1970-es években a mesterséges intelligencia kutatásának egyik legfontosabb felfedezése az volt, hogy az olyan nyelvek, amelyek nem rendelkeznek a FOL teljes kifejezőerejével, mégis közel azonos kifejezőerőt biztosíthatnak, mint a FOL, de mind az átlagos fejlesztő, mind a számítógép számára könnyebben érthetőek lehetnek. A korai AI tudásreprezentációs formalizmusok közül sok – az adatbázisoktól a szemantikus hálókon át a termelési rendszerekig – úgy tekinthető, hogy különböző tervezési döntéseket hoztak arról, hogy hogyan lehet egyensúlyt teremteni a kifejezőerő, a kifejezés természetessége és a hatékonyság között. Különösen ez az egyensúlyozás volt a szabályalapú szakértői rendszerekben az HA-AKKOR szabályok kifejlesztésének hajtóereje.
Hasonló egyensúlyozás motiválta a logikai programozás (LP) és a Prolog logikai programozási nyelv kifejlesztését is. A logikai programok szabályalapú szintaxissal rendelkeznek, ami könnyen összetéveszthető a termelési szabályok HA-AKKOR szintaxisával. A logikai programoknak azonban jól definiált logikai szemantikájuk van, míg a termelési rendszereknek nincs.
A logikai programozás legkorábbi formája a FOL Horn-záradék részhalmazán alapult. Az LP későbbi kiterjesztései azonban tartalmazták a negációt mint hiba következtetési szabályát, amely az LP-t nem monoton logikává alakítja az alapértelmezett következtetés számára. Az LP így kialakult kiterjesztett szemantikája a Horn-klauzulák és a FOL standard szemantikájának egy változata, és az adatbázis-szemantika egy formája, amely tartalmazza az egyedi név feltételezését és a zárt világ feltételezésének egy formáját. Ezeket a feltételezéseket sokkal nehezebb explicit módon megfogalmazni és érvelni a FOL standard szemantikájával.
A témában 1993-ban Randall Davis, az MIT munkatársa öt különböző szerepet vázolt fel egy tudásreprezentációs keretrendszer elemzéséhez:
- „A tudásreprezentáció (KR) a legalapvetőbb módon egy helyettesítő, a dolgot magát helyettesítő eszköz, amelyet arra használnak, hogy lehetővé tegyék egy entitás számára, hogy a következményeket inkább gondolkodással, mint cselekvéssel határozza meg”[24], azaz „inkább a világról való gondolkodással, mint a világban való cselekvéssel”.[24]
- „Ez ontológiai elkötelezettségek összessége”,[24] azaz „válasz a kérdésre: Milyen fogalmak szerint gondolkodjak a világról?”[24]
- „Ez az intelligens gondolkodás töredékes elmélete, amely három összetevőből áll: (i) a reprezentáció alapvető elképzelése az intelligens gondolkodásról; (ii) a következtetések halmaza, amelyet a reprezentáció szankcionál; és (iii) a következtetések halmaza, amelyet javasol.”[24]
- „Ez a pragmatikusan hatékony számítás közege”,[24] azaz „az a számítási környezet, amelyben a gondolkodás megvalósul«. Ehhez a pragmatikai hatékonysághoz az egyik hozzájárulást az az útmutatás adja, amelyet egy reprezentáció nyújt az információk szervezéséhez”[24], hogy „megkönnyítse az ajánlott következtetések levonását”.[24]
- „Az emberi kifejezés egy médiuma”,[24] azaz „egy nyelv, amelyen a világról mondunk dolgokat.”[24]

A tudás reprezentációja és az érvelés a szemantikus web kulcsfontosságú alaptechnológiája. A Frame-modellen alapuló nyelvek automatikus osztályozással egy szemantikai réteget biztosítanak a meglévő internet tetején. A ma jellemző szöveges karakterláncokon keresztüli keresés helyett lehetőség lesz logikai lekérdezések definiálására, és az ezeknek a lekérdezéseknek megfelelő oldalak megtalálására. Ezekben a rendszerekben az automatikus következtetési komponens egy osztályozónak nevezett motor. Az osztályozók a szabályok helyett inkább a tudásbázisban lévő szubszumciós kapcsolatokra összpontosítanak. Az osztályozó képes új osztályokat levezetni és dinamikusan módosítani az ontológiát, amint új információk válnak elérhetővé. Ez a képesség ideális az internet folyamatosan változó és fejlődő információs terében.
A szemantikus web a tudás reprezentációjának és következtetéseinek koncepcióit integrálja az XML-alapú jelölőnyelvekkel. Az Erőforrás-leíró Keretrendszer (RDF) biztosítja az alapvető képességeket a tudásalapú objektumok meghatározásához az interneten olyan alapvető jellemzőkkel, mint az Is-A kapcsolatok és az objektumtulajdonságok. A Web Ontology Language (OWL) további szemantikát ad hozzá, és integrálható az automatikus osztályozási következtetőkkel.

## Jellemzők
1985-ben Ron Brachman a következőképpen kategorizálta a tudásreprezentáció alapvető kérdéseit:
- Primitívek. Mi a tudás reprezentálásának alapjául szolgáló keretrendszer? A szemantikus hálózatók voltak az egyik első tudásreprezentációs primitívek. Továbbá adatszerkezetek és algoritmusok az általános gyors kereséshez. Ezen a területen erős átfedés van az informatika adatszerkezetek és algoritmusok kutatásával. A korai rendszerekben gyakran használták a lambda-kalkulus  alapján modellezett Lisp programozási nyelvet a funkcionális tudásreprezentáció egyik formájaként. A keretek és szabályok voltak a következő fajta primitívek. A keretnyelvek különböző mechanizmusokkal rendelkeztek a keretadatokra vonatkozó korlátozások kifejezésére és érvényesítésére. A keretekben minden adatot résekben tároltak. A nyílások analógok az entitás-relációs modellezésben használt relációkkal és az objektumorientált modellezésben használt objektumtulajdonságokkal. A primitívek másik technikája az elsőrendű logika (FOL) mintájára modellezett nyelvek definiálása. A legismertebb példa a Prolog, de számos speciális célú tételmegoldó környezet is létezik. Ezek a környezetek képesek logikai modellek validálásra, és képesek új elméleteket levezetni a meglévő modellekből. Lényegében automatizálják azt a folyamatot, amelyen egy logikus végigmenne egy modell elemzése során. A tételbizonyítási technológiának volt néhány konkrét gyakorlati alkalmazása a szoftverfejlesztés területén. Például bebizonyítható, hogy egy szoftverprogram mereven betart egy formális logikai specifikációt.
- Meta-reprezentáció. Ezt az informatikában a reflexió kérdésének is nevezik. Arra utal, hogy egy formalizmus képes-e hozzáférni a saját állapotára vonatkozó információkhoz. Erre példa a Smalltalk és a CLOS meta-objektum protokollja, amely a fejlesztőknek futási idő hozzáférést biztosít az osztályobjektumokhoz, és lehetővé teszi számukra, hogy dinamikusan, akár futásidőben is újradefiniálják a tudásbázis szerkezetét. A meta reprezentáció azt jelenti, hogy a tudásreprezentációs nyelv maga is ezen a nyelven fejeződik ki. Például a legtöbb Frame-alapú környezetben minden keret egy keretosztály példánya. Ez az osztályobjektum futásidőben vizsgálható, így az objektum megértheti és akár meg is változtathatja belső szerkezetét vagy a modell más részeinek szerkezetét. A szabályalapú környezetekben a szabályok általában szintén szabályosztályok példányai voltak. A szabályok meta protokolljának részei voltak a meta szabályok, amelyek a szabályok tüzelését rangsorolták.
- Hiányosság. A hagyományos logika további axiómákat és korlátokat igényel, hogy a matematika világával szemben a valós világot kezelni tudja. Emellett gyakran hasznos, ha egy állításhoz megbízhatósági fokokat társítunk, azaz nem egyszerűen azt mondjuk, hogy „Szókratész ember”, hanem inkább azt, hogy „Szókratész ember, 50%-os megbízhatósággal”. Ez volt a szakértői rendszerek kutatásának egyik korai újítása, amely átkerült néhány kereskedelmi eszközbe: a bizonyossági tényezők szabályokhoz és következtetésekhez való társításának képessége. Az ezen a területen végzett későbbi kutatások fuzzy logika néven ismertek.[27]
- Definíciók és univerzális fogalmak tények és alapértelmezések ellen. Az univerzálék olyan általános kijelentések a világról, mint például „Minden ember halandó”. A tények az univerzálék konkrét példái, mint például „Szókratész ember, tehát halandó”.  Logikai értelemben a definíciók és az univerzális egyetemes mennyiségű meghatározásokról szólnak, míg a tények és az egzisztenciális mennyiségű meghatározásokról. A tudás reprezentációjának minden formájának foglalkoznia kell ezzel az aspektussal, és a legtöbbjük a halmazelmélet valamelyik változatával teszi ezt, az univerzálisokat halmazokként és részhalmazokként, a definíciókat pedig e halmazok elemeiként modellezve.
- Nem-monoton gondolkodás. A nem monoton érvelés lehetővé teszi a hipotetikus érvelés különböző fajtáit. A rendszer az állított tényeket az azok igazolásához használt szabályokkal és tényekkel társítja, és ahogy ezek a tények változnak, úgy frissíti a függő tudást is. A szabályalapú rendszerekben ezt a képességet igazságfenntartó rendszernek nevezik.[28]
- Kifejező adekvátság. A Brachman és a legtöbb mesterséges intelligencia kutató által a kifejező képesség mérésére használt szabvány általában az elsőrendű logika (FOL). Az elméleti korlátok miatt a FOL teljes megvalósítása nem praktikus. A kutatóknak tisztában kell lenniük azzal, hogy mennyire kifejező (mennyit szánnak a teljes FOL kifejezőerejéből) a reprezentációjuknak.[29]
- Érvelési hatékonyság. Ez a rendszer futásidejű hatékonyságára utal: A tudásbázis frissíthetőségét és a következtető képességét arra, hogy észszerű idő alatt új következtetéseket fejlesszen ki. Bizonyos értelemben ez a kifejezőerősség másik oldala. Általában minél erősebb egy reprezentáció, minél inkább kifejező adekvát, annál kevésbé hatékony az automatizált következtető motorja. A hatékonyság gyakran volt probléma, különösen a tudásreprezentációs technológia korai alkalmazásai esetében. Ezeket általában értelmezett környezetben, például Lispben valósították meg, amelyek az akkori hagyományosabb platformokhoz képest lassúak voltak.

## Ontológiamérnökség
A tudásalapú rendszerek kezdeti éveiben a tudásbázisok meglehetősen kicsik voltak. Azoknak a tudásbázisoknak, amelyek a koncepció bizonyítása helyett valódi problémák megoldására készültek, jól meghatározott problémákra kellett összpontosítaniuk. Így például nem csak az orvosi diagnosztikára, mint egész témára, hanem bizonyos betegségtípusok orvosi diagnosztikájára.
A tudásalapú technológia elterjedésével nyilvánvalóvá vált a nagyobb tudásbázisok és az egymással kommunikálni és integrálni képes moduláris tudásbázisok szükségessége. Ez hívta életre az ontológia-fejlesztés tudományágát, amely olyan nagyméretű tudásbázisokat tervez és épít, amelyeket több projekt is használhat. Az egyik vezető kutatási projekt ezen a területen a Cyc projekt volt. A Cyc egy hatalmas enciklopédikus tudásbázis létrehozására tett kísérlet volt, amely nem csak szakértői tudást, hanem a köznapi tudást is tartalmazta volna. Egy mesterséges intelligencia-ügynök megtervezésekor hamarosan rájöttek, hogy a köznapi tudás, az emberek által egyszerűen magától értetődőnek tekintett tudás megjelenítése elengedhetetlen egy olyan mesterséges intelligencia létrehozásához, amely természetes nyelvet használva képes interakcióba lépni az emberekkel. A Cyc ezt a problémát hivatott megoldani. Az általuk definiált nyelvet CycL néven ismerték.
A CycL után számos ontológiai nyelvet fejlesztettek ki. A legtöbbjük deklaratív nyelv, és vagy keretnyelv, vagy az elsőrendű logikán alapulnak. A modularitás – vagyis az a képesség, hogy meghatározott tartományok és problématerek körül határokat határozzunk meg – alapvető fontosságú ezeknél a nyelveknél, mert ahogy Tom Gruber fogalmazott: „Minden ontológia egy szerződés – egy társadalmi megállapodás olyan emberek között, akiknek közös indítéka a megosztás.” Ez a nyelvek nem csak az ontológia, hanem az ontológia is. Mindig sok egymással versengő és eltérő nézet létezik, ami lehetetlenné tesz minden általános célú ontológiát. Egy általános célú ontológiának bármilyen területen alkalmazhatónak kell lennie, és a különböző tudásterületeket egységesíteni kell.
Hosszú ideje próbálkoznak ontológiák létrehozásával különböző feladatkörökben, például a folyadékok ontológiája, az elektronikus áramkörök ábrázolásánál széles körben használt darabos elemmodellt (pl. ), valamint az idő, a hit, sőt maga a programozás ontológiái is. Ezek mindegyike a világ egy-egy részének meglátását kínálja.
Az egyelemes modell például azt sugallja, hogy az áramköröket a közöttük lévő kapcsolatokkal rendelkező komponensek formájában képzeljük el, és a jelek azonnal áramlanak a kapcsolatok mentén. Ez egy hasznos nézet, de nem az egyetlen lehetséges. Más ontológia merül fel, ha az eszköz elektrodinamikájára is figyelnünk kell: Itt a jelek véges sebességgel terjednek, és egy objektumot (például egy ellenállást), amelyet korábban egyetlen, I/O viselkedésű komponensnek tekintettünk, most már egy kiterjesztett közegként kell elképzelni, amelyen keresztül elektromágneses hullám áramlik.
Az ontológiákat természetesen a legkülönbözőbb nyelveken és jelölésekkel (pl. logika, LISP stb.) lehet leírni; a lényeges információ nem a nyelv formája, hanem a tartalom, azaz a világról való gondolkodás módjaként kínált fogalmak halmaza. Egyszerűen fogalmazva, a fontos rész az olyan fogalmak, mint a kapcsolatok és a komponensek, nem pedig a választás, hogy ezeket predikátumokként vagy LISP-konstrukciókként írjuk-e le.
Az egyik vagy másik ontológia kiválasztása az adott feladat merőben eltérő megítélését eredményezheti. Gondoljunk csak arra a különbségre, amely akkor keletkezik, ha egy áramkör darabos elemekre vonatkozó nézetét választjuk ugyanannak az eszköznek az elektrodinamikai nézete helyett. Második példaként, az orvosi diagnosztika a szabályok (pl. MYCIN) szempontjából nézve lényegesen másképp néz ki, mint ugyanez a feladat a keretek (pl. INTERNIST) szempontjából nézve. Míg a MYCIN az orvosi világot a tüneteket a betegséggel összekötő empirikus asszociációkból állónak látja, addig az INTERNIST prototípusok, különösen prototípusos betegségek halmazát látja, amelyeket össze kell vetni az adott esettel.

## Fordítás
- Ez a szócikk részben vagy egészben  a   Knowledge representation and reasoning című angol Wikipédia-szócikk ezen változatának fordításán alapul.  Az eredeti cikk szerkesztőit annak laptörténete sorolja fel. Ez a jelzés csupán a megfogalmazás eredetét és a szerzői jogokat jelzi, nem szolgál a cikkben szereplő információk forrásmegjelöléseként.